# Walter Pontel

Il Napoli vincitore della Coppa Italia 1961-1962, Pontel con la maglia nera è il primo in piedi da sinistra

Walter Pontel (Milano, 4 ottobre 1937 – Salerno, 6 gennaio 2003) è stato un allenatore di calcio e calciatore italiano, di ruolo portiere.

## Biografia
Nato a Milano, dopo aver detto addio al mondo del calcio si trasferisce stabilmente a Salerno.
È proprio qui che, il 6 gennaio 2003, è deceduto per le conseguenze di un incidente stradale avvenuto sotto la sua abitazione.

## Carriera

### Giocatore
Cresciuto calcisticamente tra le file delle giovani dell'Inter, nel 1957 passa in prestito al Lecco, con cui debutta il 15 settembre 1957 contro la Sambenedettese.

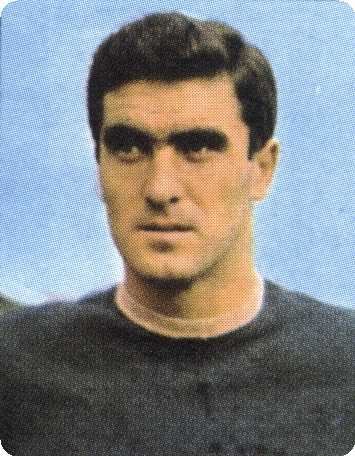
Pontel ai tempi del.

Conclusa la stagione con 13 presenze totali, nel 1958 approda al Palermo, militante in Serie B, voluto dall'allenatore Čestmír Vycpálek e dal segretario Totò Vilardo. In quella stagione disputa 32 partite per poi essere sostituito in quel ruolo da Roberto Anzolin. Data la perdita di importanza nelle gerarchie dei rosanero, nel 1959 fa ritorno all'Inter, con cui l'8 dicembre dello stesso anno debuttò in Serie A, in occasione della vittoria per 5-2 contro la Reggiana.
Nel 1960 fa ritorno in Sicilia, al Catania, con cui gioca soltanto sette partite nella stagione 1960-1961, a causa del dualismo con il compagno di reparto Giuseppe Gaspari.
Passa poi al Napoli per 75 milioni di lire. 
Con i partenopei vince la prima storica Coppa Italia e debutta anche nella competizioni europee, prima di fare ritorno ancora una volta in Sicilia, sponda Palermo, dove, nella stagione 1964-1965, colleziona 21 presenze in campionato.
Dal 1965 al 1967 milita nel Padova, collezionando 55 presenze complessive. Passa poi all'Udinese (restandovi per due stagioni) ed al Viareggio in Serie C, prima di chiudere la propria carriera nel Camaiore in qualità di giocatore-allenatore.

### Allenatore
Inizia ad allenare all'inizio degli anni settanta prima al Camaiore, quindi sedendosi sulla panchina della Pro Salerno. Ha allenato in seguito Nola, Sanseverinese, Trambileno e di nuovo Pro Salerno.
Successivamente ha fatto l'osservatore per Inter, Juventus e Milan.

## Palmarès

### Giocatore

#### Competizioni nazionali
- Coppa Italia: 1

Napoli: 1961-1962